# Huje
Huje ist eine Gemeinde im Kreis Steinburg in Schleswig-Holstein.

## Geografie und Verkehr
Huje liegt etwa 6 km nordwestlich (10 km Straße) von Itzehoe. Die Bekau, die Moorbek, der Mühlenbach und die Krammbek fließen durch die Gemeinde.

## Geschichte
Huje wird 1217 erstmals erwähnt und diente wohl einst als Stapel- oder Hüteplatz, also als Entladeplatz für Schiffe.

## Politik

### Gemeindevertretung
Bei der Kommunalwahl am 14. Mai 2023 wurden insgesamt neun Sitze vergeben. Diese fielen erneut alle an die Kommunale Wählervereinigung Huje. Die Wahlbeteiligung betrug 72,1 %.

### Wappen

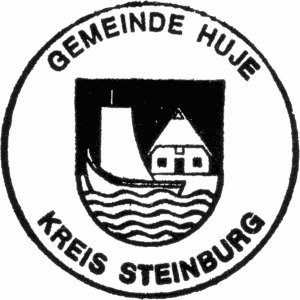
Siegel der Gemeinde Huje

Das „Wappen“ der Gemeinde ist heraldisch nicht beschreibbar und somit kein Wappen im eigentlichen Sinne, sondern den Bildsiegeln zuzuordnen. Es wurde nach dem Zweiten Weltkrieg in Ermangelung von Dienstsiegeln, die frei von nationalsozialistischen und kaiserlichen Symbolen sind, von der Gemeinde gewählt und wird heute noch verwendet (siehe Von der britischen Militärregierung genehmigte Wappen in Schleswig-Holstein).

## Windpark
Zwischen Huje und Nutteln befindet sich der Windpark Huje mit 12 Windkraftanlagen vom Typ Enercon E126/3500 mit einem Durchmesser von 126 m und einer Turmhöhe von 200 m. Die installierte Leistung beträgt 42.000 kW.

## Bilder

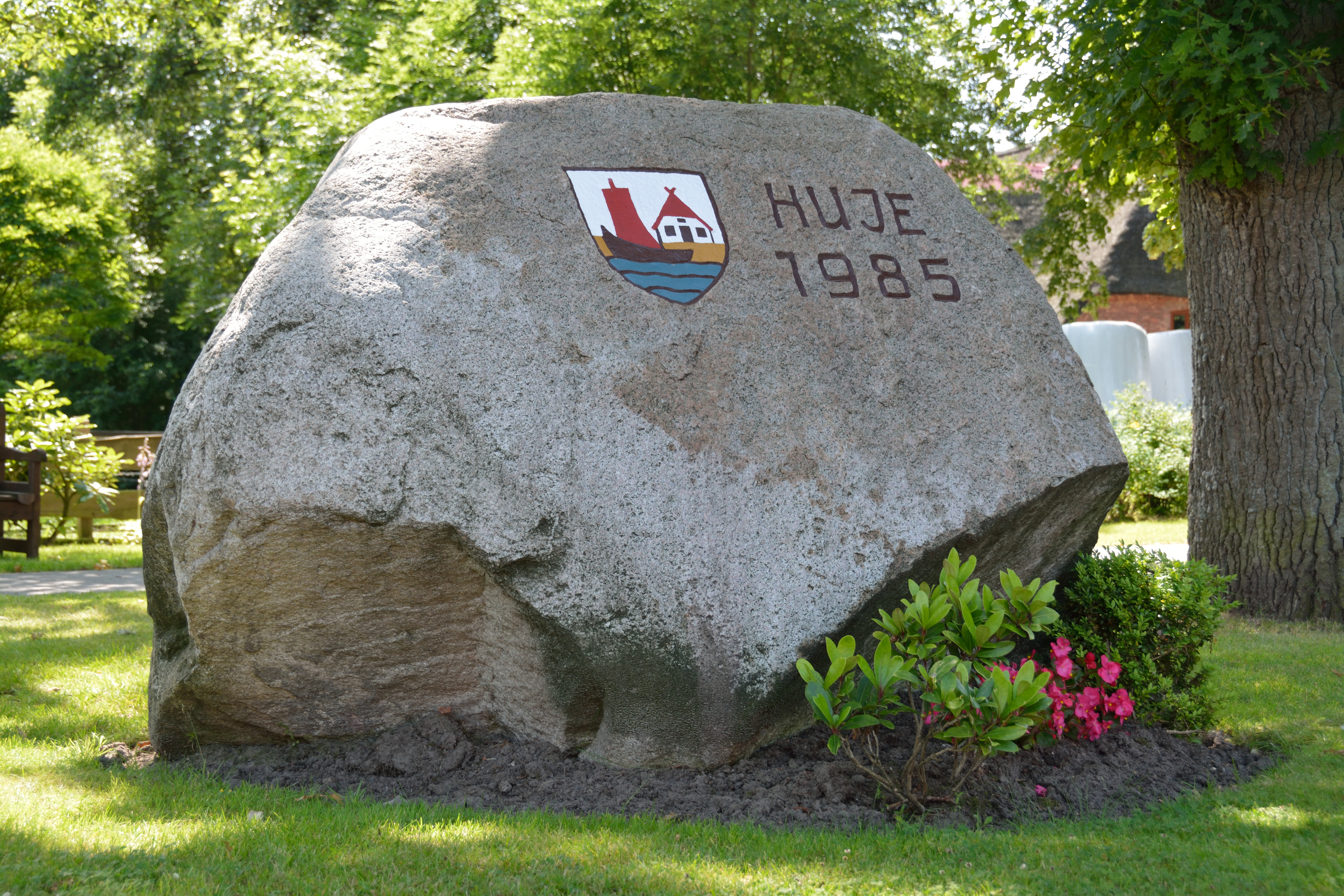
Findling im Ort
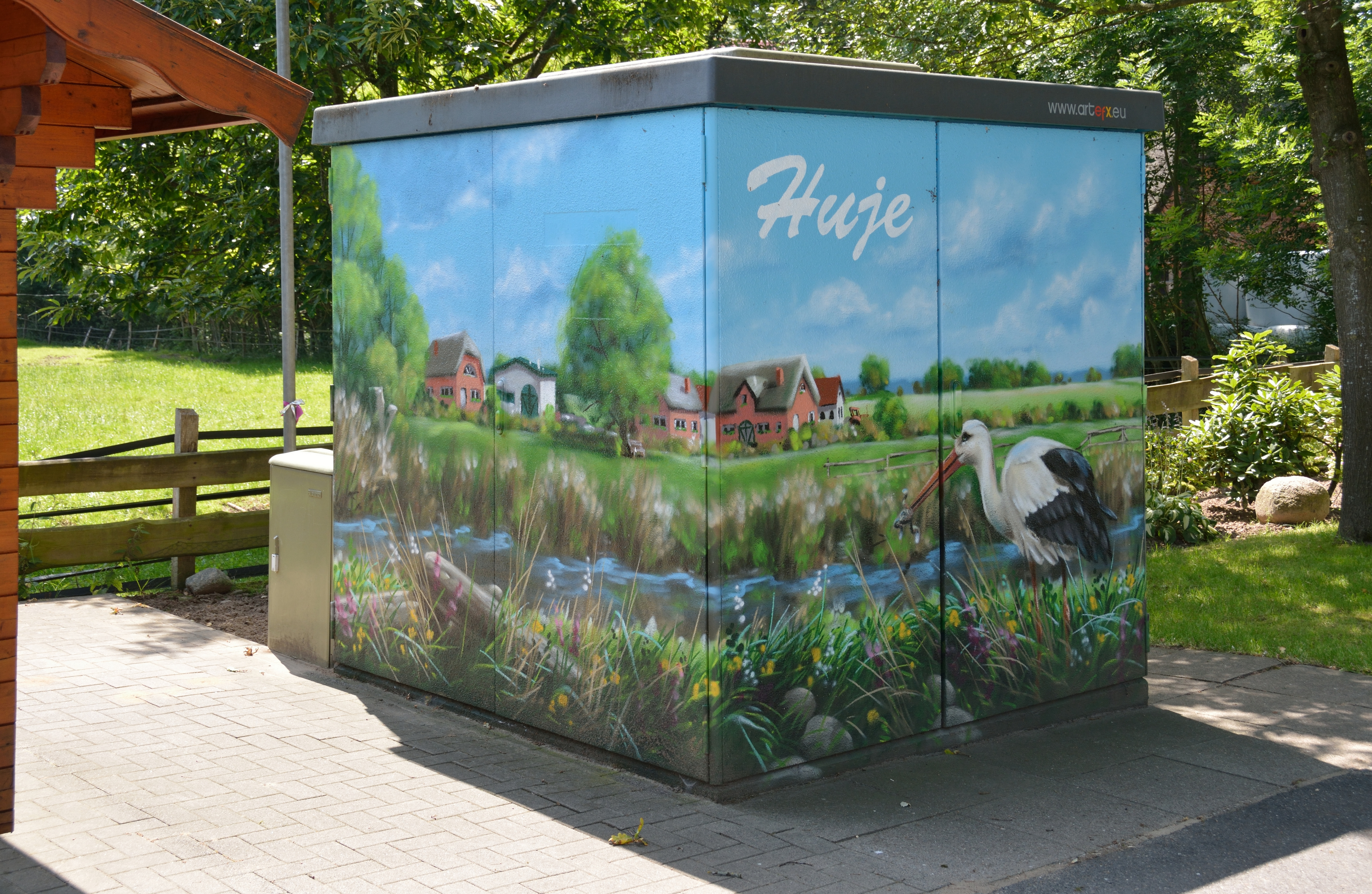
Bemalter Transformatorenkasten
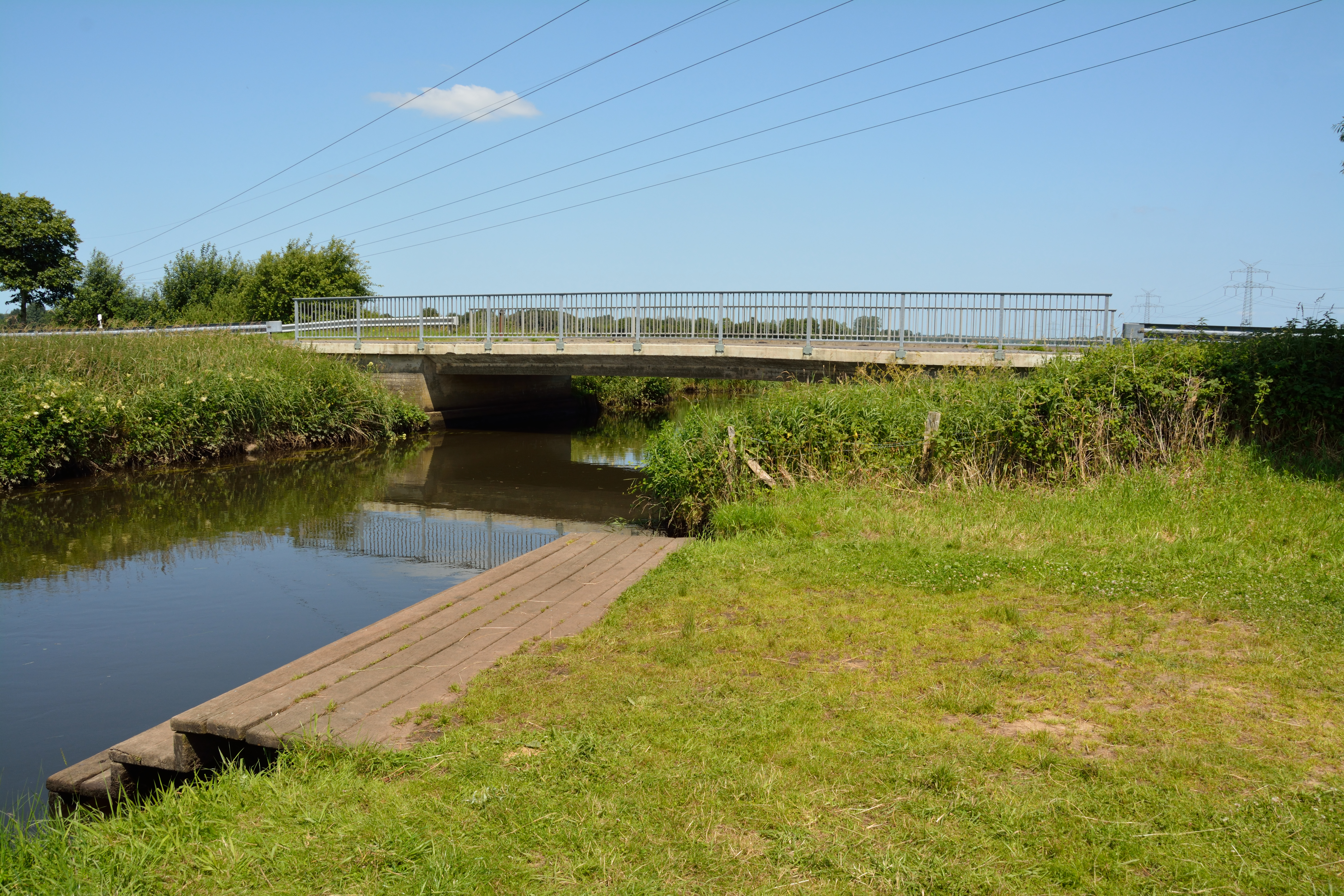
Kanuanlegeplatz an der Bekau